# Haywood (Herefordshire)
Haywood – wieś w Anglii, w hrabstwie Herefordshire. Leży 5 km na południowy zachód od miasta Hereford i 190 km na zachód od Londynu.